# Mary Lizzie Macomber

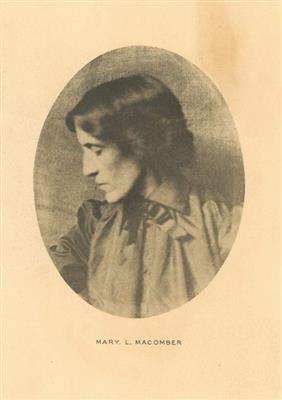
Mary Lizzie Macomber

Mary Lizzie Macomber (Fall River, Massachusetts, 21 augustus 1861 – Boston, 4 februari 1916) was een Amerikaans kunstschilderes. Ze wordt gezien als de enige Amerikaanse vrouw die schilderde in de stijl van de prerafaëlieten.

## Leven en werk
Macomber werd geboren in een familie van Quakers. Haar vader was juwelier. Op haar negentiende nam ze schilderlessen bij Robert S. Dunning, een vooraanstaande lokale landschapsschilder in Fall River. Een jaar later begon ze een studie aan de school of the Boston Museum of Fine Arts. In 1883 moest ze haar studie echter vanwege gezondheidsredenen staken. Na haar herstel studeerde ze enige tijd bij Frank Duveneck.
Rond 1885 startte Macomber een eigen studio in Boston. Na aanvankelijk vooral stillevens te hebben geschilderd schakelde ze geleidelijk over op allegorische werken. Veel succes had ze in 1889 met de expositie van haar schilderij Ruth bij de National Academy of Design in New York en in de dertien daarop volgende jaren stelde ze er nog 25 andere tentoon. Ook exposeerde ze in het Smithsonian Institute en het Boston Museum of Fine Arts, in welke musea nog steeds werk van haar te bewonderen is.
Macombers decoratieve en allegorische werken werden sterk beïnvloed door de prerafaëlieten. Haar werk vertoont sterke gelijkenis met dat van Marianne Stokes. Veel succes had ze met haar Love Awakening Memory (1892), Love's Lament (1893), St. Catherine (1897), The Hour Glass (1900), The LaceJabot (1900; zelfportret), Night and Her Daughter Sleep (1903), en Memory Comforting Sorrow (1905). Haar latere werk bestaat voornamelijk uit portretten.
Tijdens een brand in haar studio in 1913 ging een groot deel van haar werken verloren. Ze overleed in 1916 in het Back Bay Ziekenhuis te Boston, op 54-jarige leeftijd.

## Galerij

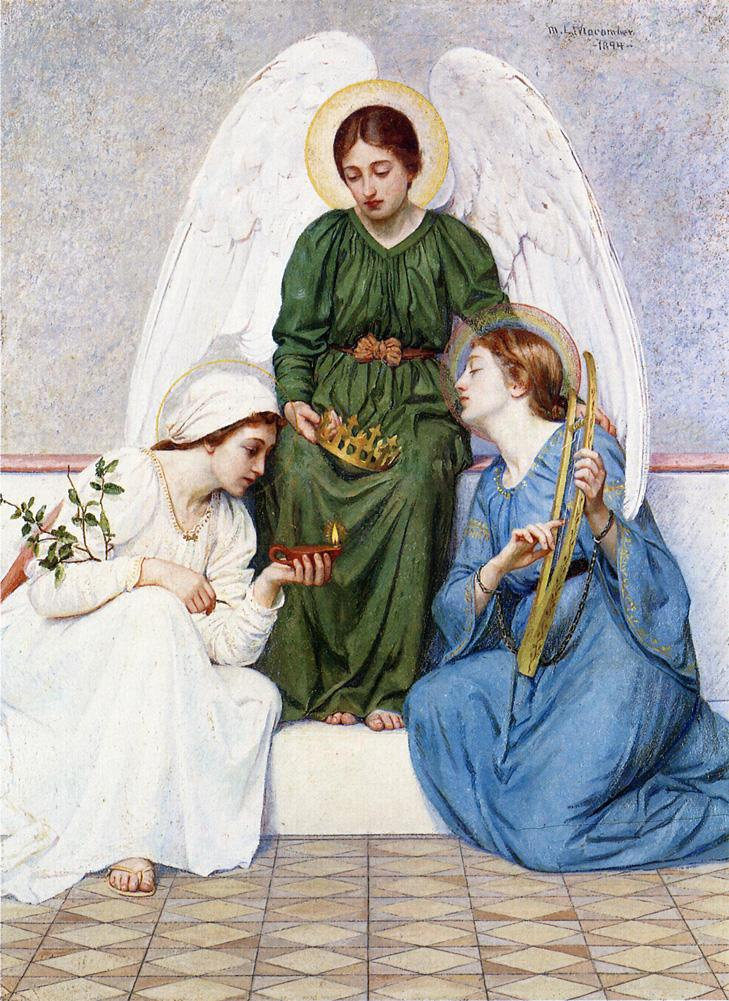
Faith, Hope and Love
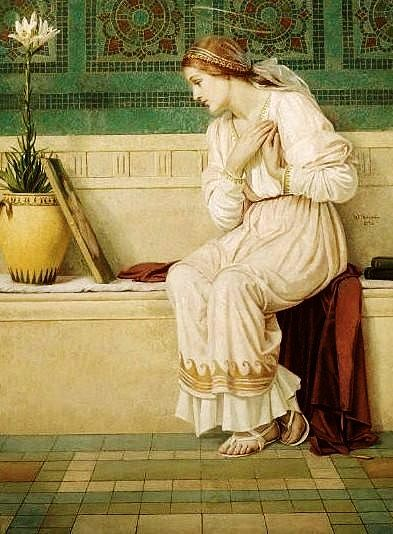
St. Catherine
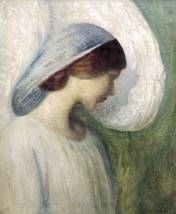
An Angel
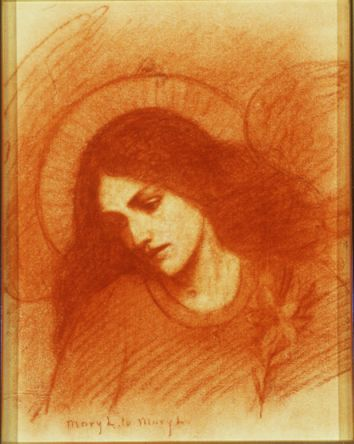
My Angel
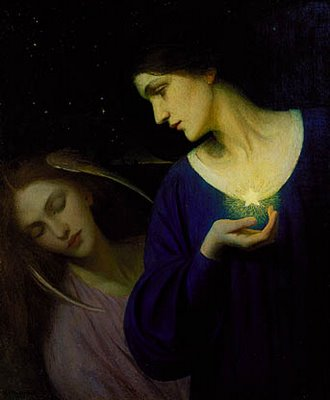
Night and her daughter Sleep
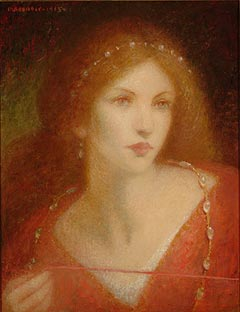
Rosamund the Fair; Fate Spinning the Thread of Time